# Salar de Uyuni

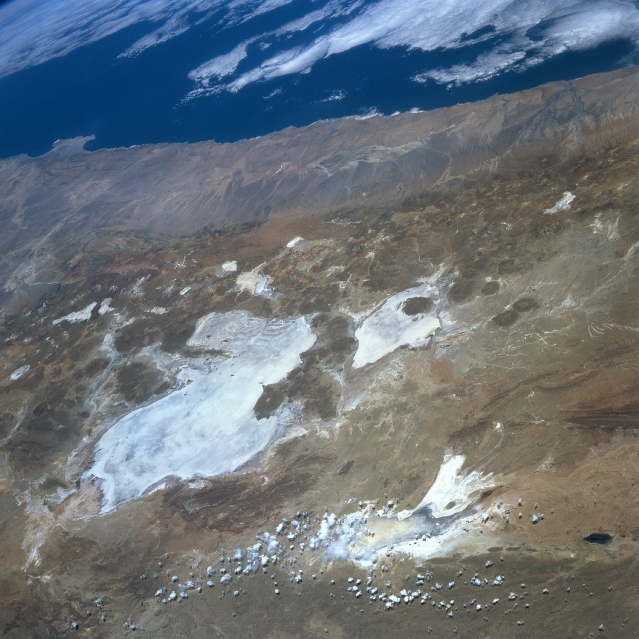
Satellitenaufnahme mit Pazifik

Isla del Pescado, im Hintergrund der Vulkan Tunupa

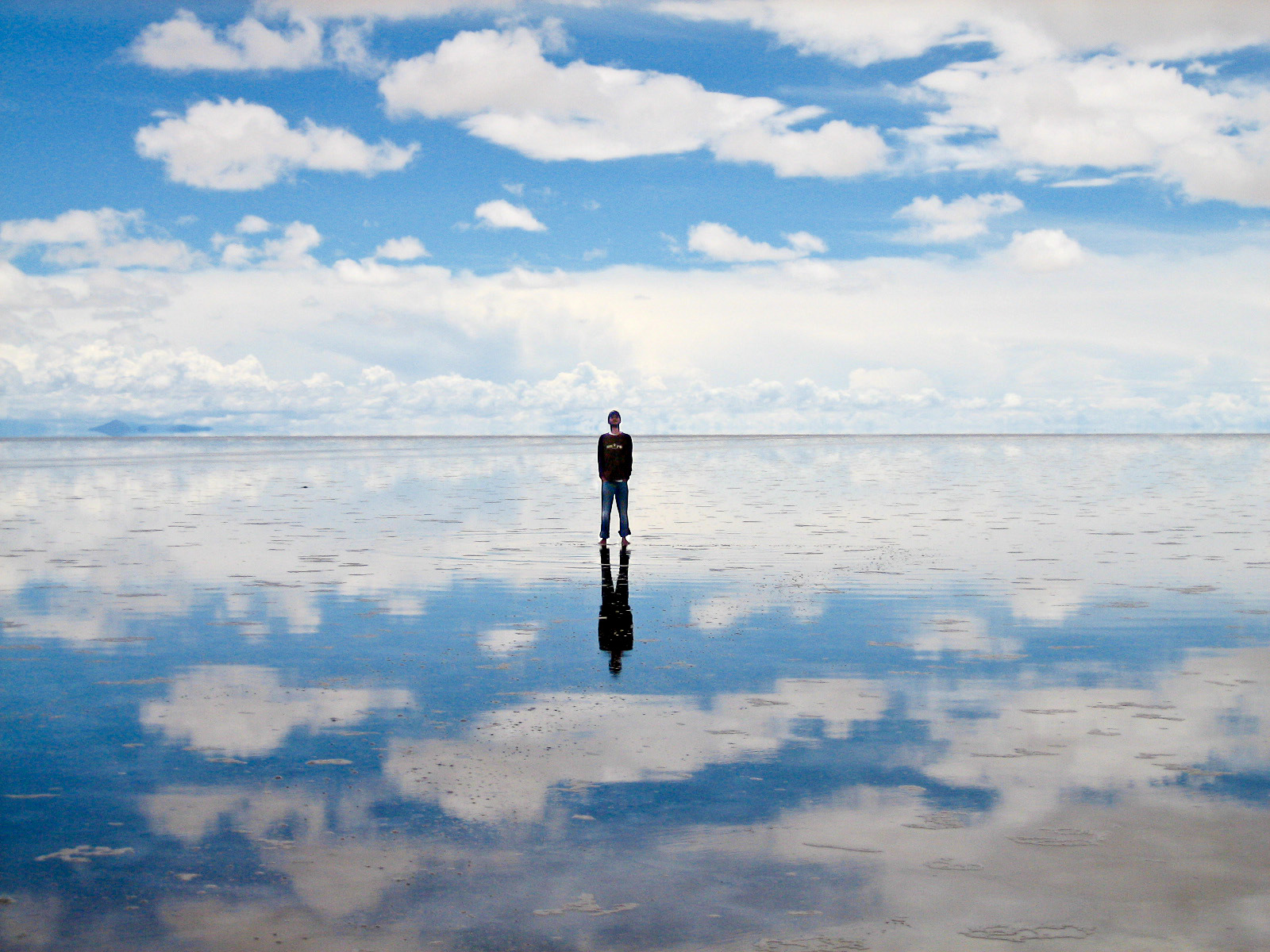
Wenn die Salzpfanne nach Regenfällen mit einer Wasserschicht bedeckt ist, wird sie zu einem der größten natürlichen Spiegel der Welt

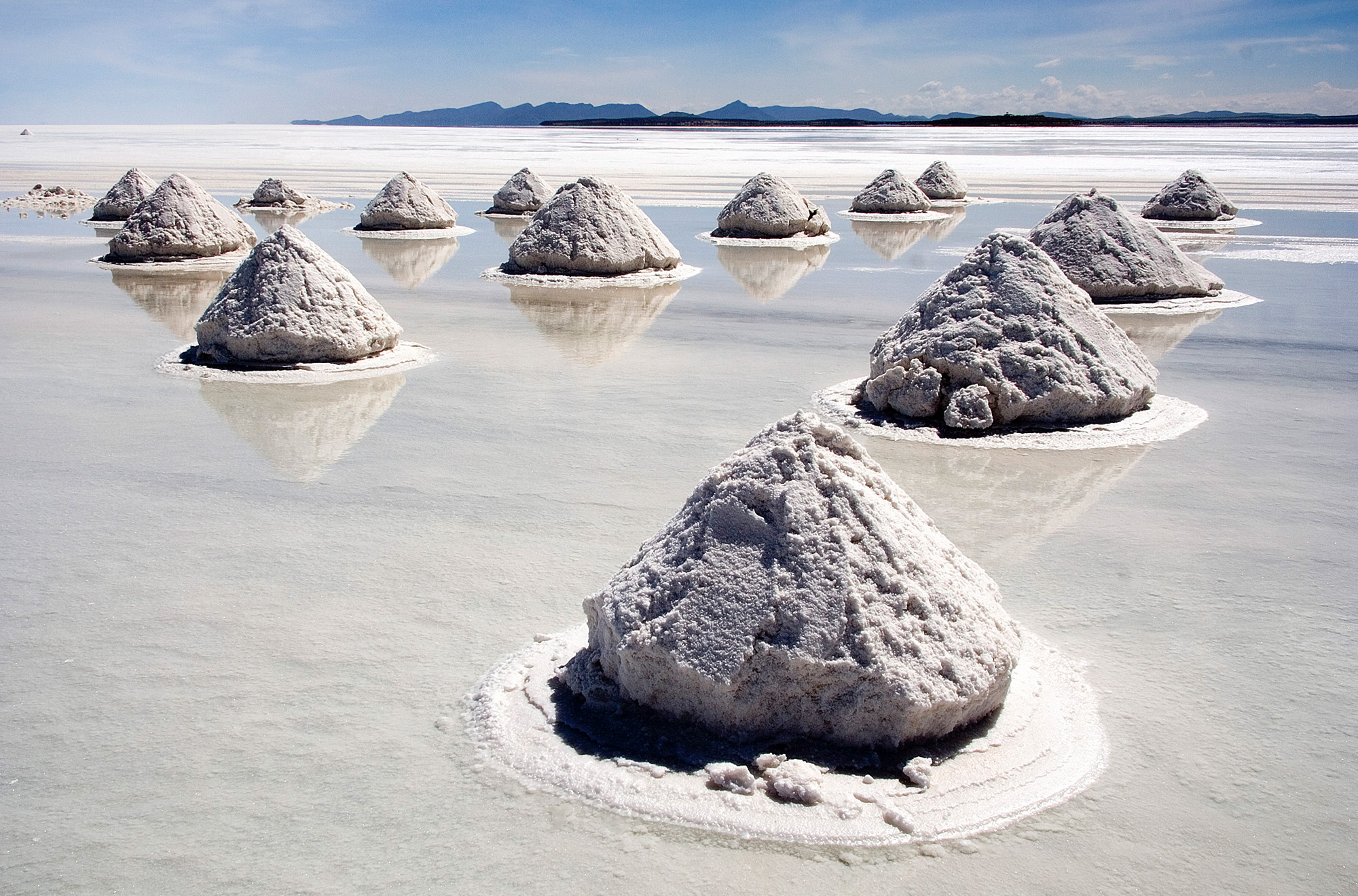
Salzgewinnung im See

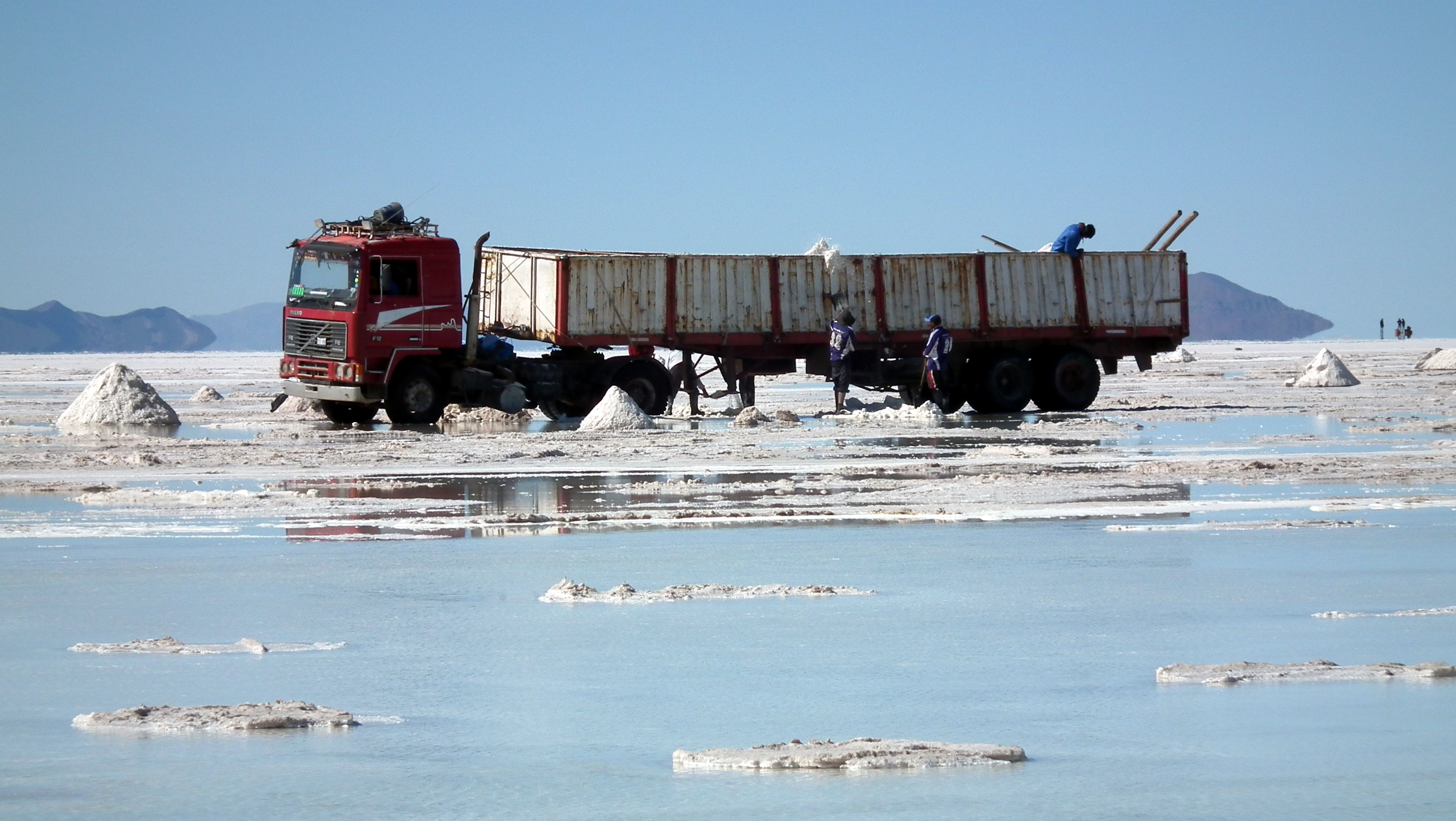
Salzabbau und Verladung auf LKW bei Colchani

Der Salar de Uyuni (auch Salar de Tunupa) in Bolivien ist mit mehr als 10.000 Quadratkilometern die größte Salzpfanne der Erde. Die Salzkruste wurde vor über 10.000 Jahren durch das Austrocknen des Paläosees Tauca gebildet.

## Geographische Lage
Der Salar de Uyuni liegt im Südwesten Boliviens auf einer Höhe von 3653 m und gehört zu den Landschaften des Altiplano.

## Beschreibung
Mit einer Fläche von 10.582 km² hat das Becken eine größere Flächenausdehnung als beispielsweise Niederbayern. Es ist auch größer als der Onegasee, Europas zweitgrößter See.
Die unter der Oberfläche liegende Sole reicht „bis zu 72 Meter“ oder sogar „mindestens 121 Meter“ in die Tiefe. Sie ist die größte Salzfläche der Welt.
Mit gleißender Helligkeit am Tag und sehr kalten Nächten ähnelt der Salar de Uyuni äußerlich einem zugefrorenen See. Er ist so gut wie frei von jeglicher Art von Lebewesen, aber Brutplatz einiger nur in Südamerika vorkommender Flamingo-Arten.
Während der Regenzeit kann die Salzkruste lokal mit mehreren Dezimetern Wasser bedeckt sein; etwa von Ende Juni bis zum Beginn der Regenzeit Anfang Dezember ist der Salar trocken. Mit Ausnahme der schlammigen Uferzonen und einzelner Wasseraugen (ojos) kann dann die bis zu 30 Meter dicke Salzkruste selbst von Bussen und LKW befahren werden.
Während des Salpeterkrieges war die nahegelegene Stadt Uyuni eine Garnisonsstadt, heute ist sie Ausgangspunkt für touristische Ausflüge in die Umgebung.
Inmitten der Salzpfanne, etwa 80 Kilometer von Uyuni entfernt, liegt die Isla Incahuasi (Quechua für Haus des Inka), die für ihre vielen meterhohen und teilweise mehr als 1200 Jahre alten Säulenkakteen bekannt ist. In der Trockenzeit kann sie über Colchani mit dem Fahrrad erreicht werden, bei noch bis zu 20 Zentimetern Wasserbedeckung auch per Geländewagen.
Eine weitere Insel ist die Isla del Pescado.

## Salzgewinnung
Die Salzmenge des Salar de Uyuni wird auf ungefähr zehn Milliarden Tonnen geschätzt. Jährlich werden davon etwa 25.000 Tonnen abgebaut und in die Städte transportiert.

## Lithium- und Kaliumvorkommen
Der Salar de Uyuni beherbergt eines der weltweit größten Lithiumvorkommen. Laut U.S. Geological Survey wird das Vorkommen an Lithium auf etwa 5,4 Millionen Tonnen geschätzt. Da Lithium-Ionen-Akkumulatoren – aufgrund ihrer Energiedichte, ihrer hohen Zellspannung und einer geringen Selbstentladung – in vielen elektr(on)ischen Geräten wie auch in Elektrofahrzeugen zum Einsatz kommen, ist das Element Lithium inzwischen ein wertvoller Rohstoff für die Automobilindustrie mit hohem Wachstumspotential.
Boliviens Präsident Evo Morales gab bereits 2007 das Projekt einer Pilotfabrik zur Lithium-Gewinnung aus dem Salar de Uyuni in Auftrag. Mit Dekret vom 1. April 2008 wurde der Industrialisierung der Ressourcen des Salars nationale Priorität eingeräumt und die staatliche Bergbaugesellschaft COMIBOL bekam eine zusätzliche Abteilung für die Ausbeutung des Salzbeckens, mit einem Budget von 5,7 Millionen US-Dollar. Der Bau der Pilotfabrik in Llipi Loma im Kanton Río Grande begann im Mai 2008. Das Pilotprojekt umfasste auch die jahrelange Entwicklung von Technologien zur Gewinnung von Lithiumcarbonat, da die Witterungsumstände und die Beschaffenheit der Salzlake des Salars andere übliche Methoden nicht begünstigen. In den Jahren 2016/2017 wurden die ersten 16, respektive 68 Tonnen Lithiumcarbonat aufbereitet. Die neu zu erstellende Produktionsstätte sollte 15.000 Tonnen pro Jahr produzieren: Das thüringische Unternehmen K-UTEC AG Salt Technologies erhielt am 15. August 2015 einen Auftrag im Wert von 4,5 Millionen Euro für die Planung der großen industriellen Förderanlage. Die bolivianische Regierung wollte mindestens 600 Millionen Dollar in Uyuni investieren. Ziel war die Ausnutzung der ganzen Wertschöpfungskette in Bolivien inklusive der Weiterverarbeitung zum Endprodukt, also die Vermeidung eines bloßen Rohstoffexports. Am 5. Oktober 2018 gründete Yacimientos de Litio Bolivianos mit dem deutschen Konsortium ein Joint Venture zur Kommerzialisierung der bolivianischen Lithiumreserven. Eine von einem chinesischen Unternehmen gebaute Düngerfabrik zur Produktion von Kaliumchlorid ergänzt die Lithiumgewinnung und verwendet deren Sole.
Die Sole im Salar hat eine mittlere Dichte von 1,22 g/cm³ und enthält neben anderen Stoffen zu größeren Anteilen Kalium (13,84 g/l), Magnesium (15,02 g/l) und das begehrte Lithium (0,63 g/l, also etwa 0,52 Massenprozent in der Sole). In großen, künstlich angelegten Becken verdunstet ein großer Anteil des Wassers unter Wärmeeintrag durch die Sonneneinstrahlung und Belüftung durch Wind, so dass am Ende dieses Prozesses eine Sole mit einem Lithium-Anteil von 5 % gewonnen wird. Das Lithium muss in einem anschließenden Prozess aufwendig vom Magnesium getrennt werden. In Bolivien wird nur ein Reinheitsgrad von 96 % erreicht, für die Produktion von Lithium-Ionen-Akkus ist jedoch eine 99,5-prozentige Reinheit erforderlich. Zudem erschwert in den südhemisphärischen Sommermonaten Dezember und Januar auftretender Regen die Bedingungen zusätzlich, da in dieser Zeit keine natürliche Verdunstung stattfindet. Aufgrund dieser Faktoren ist die Lithium-Produktion in Bolivien deutlich teurer als beispielsweise am Salar de Atacama in Chile, wo es nur sehr selten regnet und der Magnesium-Anteil in der Sole deutlich geringer ist.

## Touristische Ziele am Salar de Uyuni
- Am Rande des Salar liegt südlich von Uyuni ein Eisenbahnfriedhof.
- Archaisch anmutende Salzgewinnung bei Colchani
- Sieben Kilometer westlich von Colchani stand seit vielen Jahren ein vollständig aus Salz errichtetes „Salzhotel“ auf dem See, mehrere zusätzliche wurden im Laufe der Jahre in der Region erstellt, speziell auf der Einfahrtsstrecke der Touristenroute am südwestlichen Rand des Salar bei Chuvica.
- In der Nähe des Vulkans Tunupa befindet sich eine Grotte mit 3000 Jahre alten Mumien.